# 抑制器

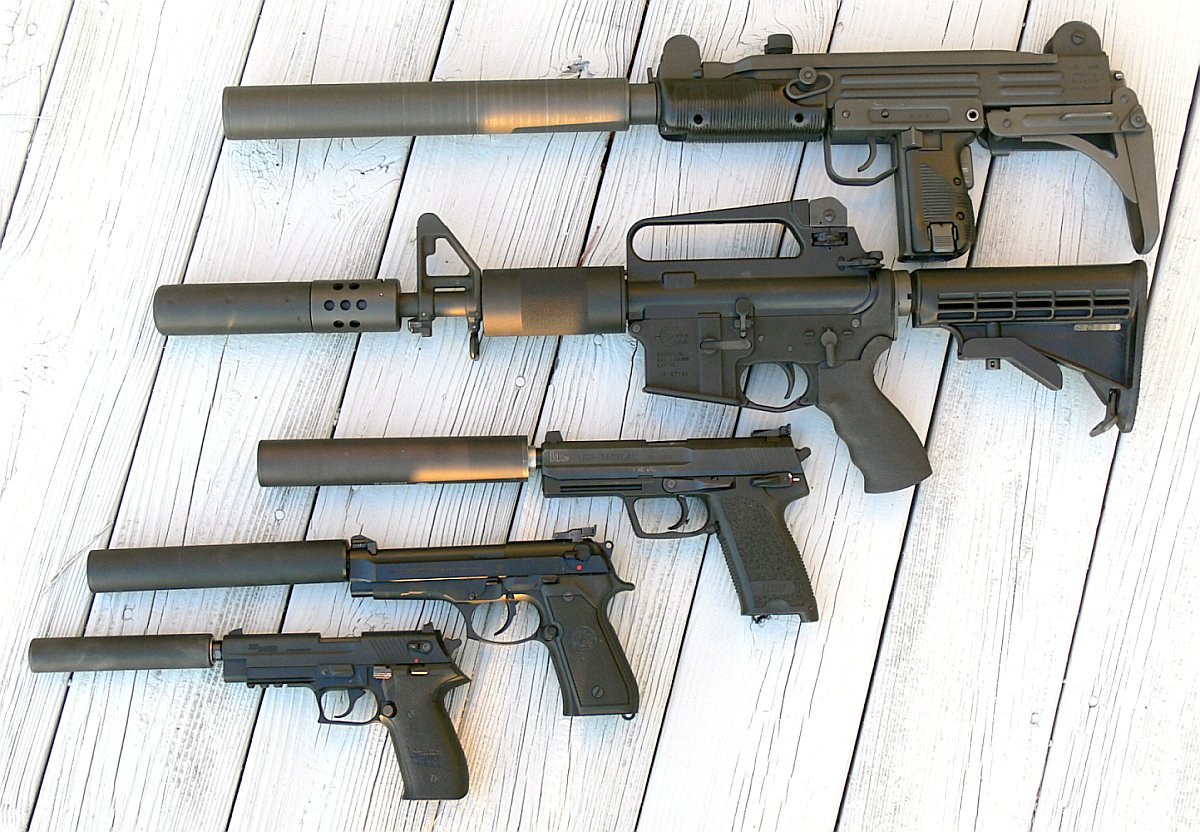
裝上了抑制器的槍械由上到下分別為
烏茲衝鋒槍、M4卡宾枪、HK USP手槍、Beretta 92FS和SIG蚊子半自動手槍

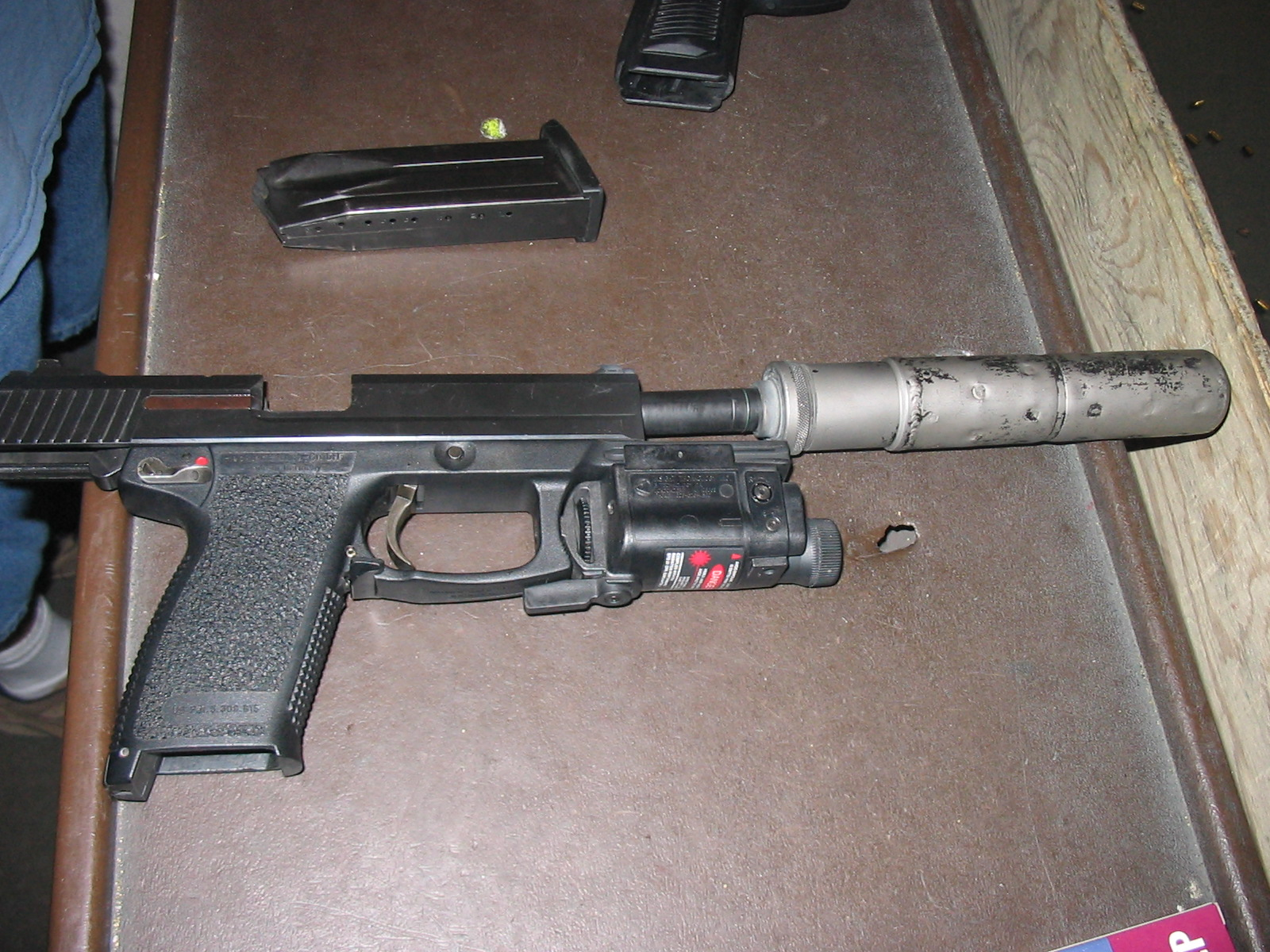
装上了抑制器的HK Mark 23

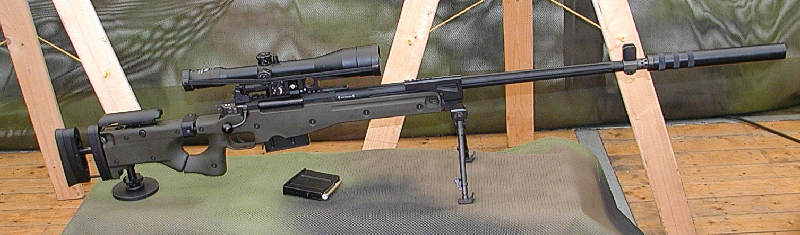
裝上了抑制器的精密國際AWM狙擊步槍

声音抑制器（英語：sound suppressor，简称suppressor），常被称为消音器或滅音器（英語：silencer），是一种膛口装置，用来降低发射时因为弹头飞离枪管导致膛内高压气体被突然释放向周围高速扩散而产生的超音速冲击波（枪口爆震）和爆响噪音（枪声），同时遮掩枪口焰。抑制器通常是以螺纹安装于枪口上的圆柱状的金属管，内部拥有一系列障碍构造来放慢枪膛气体外放的速度，使得气体的动能被用更长的时间释放在更大面积上因此减弱强度，从而达到减少音量和后坐冲量的效果。虽然抑制器常被称为“消音器”，但是实际上所有抑制器都只能做到将噪音削减30～40分贝降低到不至于马上损害听力的水平，并且改变枪声的音色使其不让人主观上觉得刺耳，并不能让射击完全静音。安装了抑制器的枪械除非使用亚音速弹，通常也会有90～100分贝的音量。

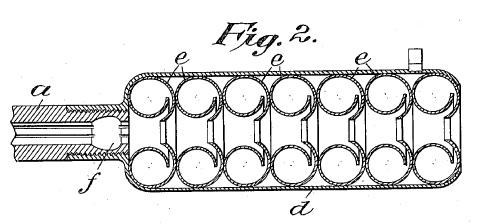
马克沁1908年的消音器916,885号专利中的说明书附图

内燃机消音器是和枪械抑制器一起由海勒姆·帕西·马克沁（Hiram Percy Maxim，海勒姆·马克沁之子）研發，它使用了许多相同的技术以提供可更安静地运转的引擎。

## 原理
枪械的发射原理相当于一次性的活塞发动机——通过在枪管（对应气缸）的内腔（也就是枪膛）内产生高压膨胀推动弹头（相当于活塞）向着枪口（对应气缸的外开口）做直线滑动，区别在于这个“活塞”在最后会被彻底喷离“气缸”。这也就意味着枪械的机械效率和活塞发动机相似，推进药燃烧产生的能量最多只有大约三分之一会转换成弹丸的动能（有用功），其余的三分之二（无用功）最终会以热量、声能、材料形变和振动、光能以及废气动能等形式被释放掉。射击时，在弹头完成其枪内运动飞离枪口的一刹那，弹头后方原先由其维持的枪膛气密性被打破，膛内的高温高压燃气会突然可以向外部环境释放，因此在枪口前方产生一个超音速扩散（甚至可以短暂追上弹头并使其发生偏离）的冲击波。这个冲击波中能够被人耳听到的那部分频率就是枪声，而其余部分则是可以对周边物体造成一定物理冲击的次声波。而因为枪口气体本身也有质量，在高速扩散时也会产生动量，其中向前方的矢量会顺着枪管对枪身施加方向相反但动量相等的向后冲量，就像反推火箭产生反向推力一般——这个的枪口反冲力其实是后坐力的主体，制退器的工作原理也是通过特殊导向的排气口将这些向前的气体矢量改为横向喷射来减少最终向后的反冲后坐。
绝大多数抑制器的原理是使膛内气体在喷出枪口后先被束缚然后再相对缓慢地释放，通过降低气体膨胀的速度，降低其动能并显著地降低声压。这个过程就如同慢慢打开一罐碳酸饮料时听到的是“咝咝”的声音而不是通常“啪”的一声。有些抑制器也会采用和摩托车消声器类似的结构，即通过包体内部反射面的设计来制造更多紊流，使声音因为气体摩擦和回音逐次散射而被消减掉。这种精细复杂的设计自然增加了这类抑制器的设计和制造的难度，因为它们需要非常精密的切割和组装工艺。由于这个原因，这类抑制器通常体积较大，而被用于像需要为大口径步枪提供强力消声效果的情况。
电影造成了通常认为声音抑制器（“消音器”）可完全消除武器的声音、或是把射击声减弱成一种很小的啸声的误解，这其实是和真正的情况相去甚远的。实际上，即使使用抑制器，在相当远的距离外也仍可听到射击的声音。那种被与消音器联系起来的微弱的啸声更大程度上应归因于气枪发出的噪音。
在声特性抑制方面另一个重要的影响是对弹头初速度的影响。对发射超音速弹的武器（主要是步枪）来说，任何超音速穿过空气飞行的物体都会因为压缩迎面空气而产生一个小型的声爆，发出类似甩鞭般响亮而尖厉的“噼啪”声（通常被称作“弹道爆声”）。由于这个原因，即使控制了枪口音爆也很难完全的消除射击声音。亚音速弹药可以达到几乎完全让人认不出枪声的程度，但因为其速度低于超音速弹药所以外弹道和终端弹道性能也有所降低，停止力、穿透力和有效射程都相对更小。
一种解决办法是降低弹头的枪口初速。有些抑制器的设计是通过使用开孔枪管，让弹头出膛前膛内气体就已经开始减压来实现这点；还有些是用橡胶“擦片”的办法靠摩擦力来使弹头变慢。不过尽管该方法有效地降低了弹头的速度，它也同样很明显地降低了射体的有效射程、精准度和停止作用。一般来说开过几枪后这些擦片就会被磨损而失去了效用。
大多数抑制器可通过将螺纹结构反向旋转而从枪管上拆除，但另一些，如那些通过释出填药的气体来降低弹药速度的抑制器，则是和枪管制造在一起的，例如H&K公司生产的MP5 SD系列冲锋枪因此只能通过拆除枪管来拆除抑制器。这类通常称为整体式抑制器。它们也比可分离式的抑制器更粗，因为它们是贴附于整个枪管长度的大部分之外的，这使它们在承受扭力时不易产生弯曲，例如发生枪械跌落时。而对可分离式抑制器来说，在安装时哪怕出现稍微没有对正的情况都会导致其与弹头的接触，这会最大程度地严重影响射击的精度，最糟糕的情况还会导致使用时射出的子弹把抑制器从枪械上扯下来。

### 效用
好的抑制器可将通常枪械发射时刺耳的“砰”声减弱为一种较响的“噗”声，大体上听起来像是一种靠强力弹簧或电动、气动机制的射钉枪工具将大型双脚横钉射入木器或石器等物。当安装于使用亚音速弹药的手枪或冲锋枪时，弹头破空的声爆也会消失，有时甚至枪机运动的零件撞击声都会比实际的枪口爆音还大。只在枪口动能非常小的武器上，例如使用.22 LR这样的口径的枪械时，枪声才能真正地被消除掉。用于步枪时，尽管噪音被减弱了很大的程度，但一般来说仍可在数百米外听到枪声。不过消音的效果一般还是好到能满足不使用听觉保护装置而进行安全射击的程度的。同样重要的是这种对声音产生的改变某种程度上使之听上去不像是枪声，所以会降低或者消除射手招来的注意（因此芬兰人的说法是：“消音器不能使枪手真的不出声，但能使他不被发现”）。
抑制器还有除消减噪音外的其它优点。抑制器能改变射击的声音和声音的散播方式，因而增加了确定射手位置的难度。多数抑制器还可有效地减轻后座力。抑制器还可使射出枪管的高温气体足够冷却，以使从枪管喷出的气溶铅的绝大部分可在抑制器内部冷凝并滞留，而降低了射手及其周围的人们可能吸入它们并造成铅中毒的问题。在武器声音和压力影响较强的近距离上，抑制器特别有用。这些影响会使射手和周围的人感觉很不舒服，因而会影响注意力和准确性，还可能会很快地造成对听觉的永久性损害。不使用抑制器时，像M4卡宾枪这样的短槍管步枪在室内或走廊里射击时的枪声难以置信的响亮。抑制器可降低枪声造成的类似冲击波的压力效应，减轻这些问题以及因永久性听觉损害造成的負面效果。对打靶来说消音器也很有用，因为减少噪音能防止枪械对使用者听力的慢性损伤。
使用中央式底火步枪的猎手发现抑制器带来的许多重要优点要远远超出了它在枪体外观、额外重量和枪械平衡性方面造成的负面影响。由于可减少噪音、后座力和膛口气体，这可使射手能在平静地完成首次射击后不必过多停顿而进行仔细瞄准了的后续射击。因为能减弱推进气体在弹头从枪口射出时产生的湍流，优质的抑制器还能轻微地提高射击精度；而且当射击被有效抑制时，常常能看到各种野生动物搞不清射击的方向。不过，在战地里，如果碰在石头上或是蹭到植物上，这种大而中空的步枪抑制器的“钟体”会造成讨厌的巨响而把动物吓跑，所以很多使用者只好给抑制器弄个贴身的胶皮套筒。
军用步枪，如M16突擊步槍，使用抑制器也有很多好处。因为诱导气体的排溢，抑制器能显著减少后座力。枪口喷出的燃气总质量通常只比弹头质量的一半稍轻点（前者大约1.6克，而后者才4克），但在释放出膛的一刹那却可以大大超过弹头初速，并且会在极短的瞬间内产生。而冲量的公式为{\displaystyle J=\int F\,\mathrm {d} t}，即同等冲量下时间长度和产生的冲击力成反比，通过减缓气体喷出枪口的速度，就能显著降低单位时间内因为枪口气体前喷而产生的反推力（占总后坐力的大部分）。设计合理的抑制器可以使感觉到的后坐力减少50%以上。
抑制器还具有一个常被忽视的好处，就是可将枪口焰减少达90%。如果战斗发生在低光和夜间的话这点可是非常重要，通常会训练士兵辨识射击闪光而在战斗时他们会朝出现闪光的左边的位置开枪（应该就是射手的头或胸的位置）。
军队配发给士兵的、和他们的步枪配套的抑制器有着常被忽视的缺点，就是其重量和长度。对M16步枪来说，这增加了380克的重量和10公分的长度。抑制器造成的增加的重量，一般是300到500克，同样也对减少后座力有些贡献，不过明显偏重的抑制器也的确可能会破坏武器的平衡性。

## 法律状况
世界各国关于抑制器的法律规定差别很大。
在有些国家，如芬兰和挪威，部分或所有型号的抑制器实际上是不受管制的，由于和听觉保护装置一块都被认为对保护枪支使用者和射击旁观者的听力大有好处，抑制器可在零售店“通过柜台”购买或者邮购。有意思的是，在许多这样的国家，枪械本身却是受到严格控制的。其它国家，如加拿大，实际上禁止公民私人拥有抑制器，而还有其它一些国家，如美国，对抑制器的生产和销售徵以高税且有严格规定。
在美国的大多数州，个人可以合法地拥有和使用抑制器，不过需要通过由美國菸酒槍炮及爆裂物管理局（BATFE）根据美国国家枪械法案进行的审查程序才可以。抑制器以及内置永久抑制器的枪枝（例如Silencerco的Maxim 9）过户也需要支付200美元的联邦税款并接受细致彻底的背景审查后才可以。制造抑制器的成本并不高，但美国对持有和转让的税务方面的限制却导致抑制器在美国价格昂贵；一些在其它国家零售价不到40美元的型号，在美国出售的类似型号则要卖到400美元，这还不包括过户费用。有些州和自治市则明文禁止任何民间拥有抑制器的行为。
在2017年9月1日，美国国会引进了3668号法案， 若该法案全部通过的话则能将抑制器从从美国国家枪械法案中的控制物品里除名。但由于随后发生的严重枪击事件，该法案由于强烈的公众及政治阻力被永久搁置，未能获得众议院投票。
在英国，抑制器的销售被划分为四类用途。购买用于模型和气枪的抑制器无须申请许可，且大多数情况下也不必凭身份证件购买。购买散弹猎枪的抑制器可能需要出示猎枪的证明但不会被记录在案。用于小口径或标准孔径（英語：full bore）步枪的则可能要出示枪械证书（FAC）来证明得到允许可购买抑制器、及其准备用于的枪枝。所有枪械证书都写有警方批准的枪械和口径且在在购买消音器前就在文件中注明。由于人身伤害诉讼案件的风险很显著，特别是因射击导致的听觉失效产生的高音耳聋，且一般来说噪声污染是射击运动的一个问题，警方通常会批准为狩猎和打靶练习使用消音器。从20世纪90年代起实行的宽松的警方政策已经导致标准口径中央底火式步枪的抑制器在英国销售量的大幅增长，特别是反射类型的型号。
在丹麦，单纯拥有抑制器是非法的。仅警察和得到特许的猎户为紧急时在建筑内宰杀家畜才可使用抑制器。爱尔兰共和国也对民间拥有抑制器有着类似的禁令。

## 历史
美国发明家海勒姆·帕西·马克沁是馬克沁機槍发明家海勒姆·史蒂文斯·馬克沁的兒子，他被记载为在大约1902年发明并销售了第一批商业上成功的型号，於1909年3月30日獲得專利權。马克沁给他的装置起的商标名叫「马克沁消音器」（英語：Maxim Silencer）。后来这种能被广泛用于内燃机的装置产生出内燃机消声器，在英国至今仍被称为消音器。消音器的叫法从此逐渐从枪械工业中淡出，由更准确的术语声音抑制器或仅仅是抑制器来取代。消音器是在新闻出版中和非技术的应用中爱被采用的、虽技术上不够准确、但历史上首先被使用的通俗称法。
在第二次世界大战前抑制器引入美国陆军航空队。二战期间战略情报局的特工们喜欢使用新设计的.22 LR的High Standard HDM手枪。在这枪的枪管上加装上一个声音抑制器能吸收掉90%的射击噪音。局长威廉·约瑟夫·多诺万（William Joseph Donovan）在访问白宫时为罗斯福总统演示了这种手枪。在总统口授一封信件的时候，多诺万朝着一个沙袋开了十枪，而并未打扰总统。

## 设计与构造
典型地，抑制器是由金属车制的中空的圆柱体物件，可加附于手枪或步枪的枪口。某些其它类型被设计为武器的一个整合部分，其可以包括一个部分包覆于枪管外的气体膨胀仓（此类常称为“整体式”设计，参看分多节收缩的老式望远镜）。抑制器外部的壳体通常被称作罐体。
抑制器通过使弹药爆炸产生的快速膨胀的气体简单地改变方向或被导入一串中空的仓体来减低噪音。被导引的气体会膨胀并冷却，而在离开抑制器时减弱了压力和速度。上述仓体之间的分隔部分称为阻体（baffle）或擦片（wipe），见下。通常在抑制器中会有至少4个、多则可能达到15个仓体，这根据使用目的和设计细节而定。现代抑制器的工程设计在数学上类似于电子滤波器的设计，并且两者的设计中确实包含了很多相同的技术。
通常，靠近枪口有一个单独的、较大的膨胀仓，它用来使推进的气体得以显著地膨胀从而使气体的大部分在遇到抑制器的阻体或擦片部分之前降低速度。
不同的抑制器的尺寸和效果有着很大的差异。一种由美国海军在20世纪80年代为9毫米手枪开发的可丢弃型（disposable type）抑制器的尺寸是150×45毫米（5.9×1.77英吋），它可用来为六发标准弹药、或最多30发低动能亚音速弹药的发射提供抑制效果。英国的Sterling抑制器的尺寸为350毫米（13.78吋）长、直径75毫米（2.95吋），可有效用于数百发标准弹药的抑制发射。

### 阻体
阻体是将仓体分开的内壁（也有称为隔板）。根据设计，在弹头通过时阻体时不能接触到弹头，一般是使阻体中央圆孔的孔径制作为至少大于弹头口径的0.05英吋/1毫米来防止两者接触。阻体通常是金属的，可以由金属块车制加工而成或是由金属片模压而成。少数用于小口径弹药（如.22 LR）的抑制器已经成功地使用塑料材料来制造阻体。
阻体之间由隔段（spacer）分隔，这些隔段用来使阻体在抑制器罐体内部以需要的距离保持分开的排列。有些抑制器里的阻体是被制造在一起的，其间的隔段也是整个阻体结构的一部分。
现代的阻体通常被细致地布型，以准确、有效地将枪枝内的推进气体转向到仓体内。该布型可以是有斜度的平面，其与膛线呈某一角度倾斜，或是锥面或其它类型的曲面。一种常用的技术是使斜面交错排列，前一片和一边成一角度，下一片和另一边成一角度，然后如此交替叠构出整组阻体。
有些抑制器采用单个螺状阻体结构，这种阻体从头到尾整个旋绕于弹孔周围。

#### 寿命
阻体通常可使用一定次数。推进气体会使阻体变热并逐渐侵蚀阻体而导致磨损。高频率的射击会缩短阻体的寿命。自动武器很少使用铝材质的阻体，因为其寿命会短到无法接受。有些采用钢质阻体的现代抑制器可在不受损的情况下承受长时间全自动射击。其它现代抑制器使用高温合金，如哈式合金（inconel，一种镍基高温合金）或钛来为自动射击提供长时间及可靠的抑制。目前可获得的顶级步枪抑制器的寿命超过3万次射击。有些制造商甚至宣称能达到超过了大多数枪械的枪管寿命的5万发射击寿命。

### 擦片
擦片是用于在弹头经过时擦触弹头的内部分隔片。擦片的材质通常是橡胶或塑料或泡沫等，其上在弹头将穿过的位置设有预先钻出的圆孔或其它形状，有时也简单地借助弹头的能量来在擦片上形成穿孔。
擦片通常只能持续对少数几次射击产生效果，通常大约不超过5次后，其效能就会显著下降。

### 内衬物
多种材料可用来填充仓体的内部以使气体缓释或冷却，这包括金属网线或细钢丝绒，它们的效果要好过空着的仓体，但不如湿式设计（见下）。细钢丝绒的效果会很快下降（差不多10次左右射击）；金属网线可以持续到数百次或数千次半自动射击，在全自动射击时次数会有一定程度的减少。

### 抑制器和消音器
抑制器不能完全消除枪械射击的声音。即使是亚音速弹头在穿过空气击中靶子的过程中也会发出清晰可辨的声响。超音速弹头会产生一个音爆冲击波，导致响亮的爆声。半自动枪械的动作过程中，即将射完的空弹壳退出并填入新弹时也会清楚的噪音。
有些抑制器可超强效地消除射击时产生的枪口爆声，但老实说枪械的运动声音和弹头的声音会和抑制器泄漏出来的枪口爆声一样响或更甚一步。这些抑制器常被不准确地称为消音器；然而它们并不能完全消除射击时发出的其它那些声音。
效果非常好的抑制器会有很大的整体体积，或适度大的体积加上许多阻体或擦片。为手枪设计出带有擦片的小而紧致并有良好的静音效果的抑制器也是可能的；这些抑制器的有效寿命只有4至5次射击，一般不会超过几个弹夹。大些的不带擦片（仅有阻体）的手枪或步枪抑制器可能会有较长时间的寿命（数百次或数千次射击），但相对庞大、笨拙和沉重。
多数抑制器设计以略微牺牲对声音的抑制性能为代价换取总体积和重量上的精简，这种方式仍具有明显的战术上的实用性。任何特殊设计的最佳平衡要根据抑制器的设计用途来决定。

### 湿式抑制器
有些被称为“湿式”抑制器或“湿罐头”的抑制器在第一个仓体内采用少量的水、油、或油脂来冷却火药燃气并减少体积（参看理想气体定律）。冷却液只能维持很少几次射击，之后就必须补充，但在其维持有效的期间它能很大幅度地提高抑制器的效果。一家制造商声称在其抑制器产品中加填入5毫升的水或轻质油就能使4匣子弹（32到68发）的声音抑制效果提高30%。水的效果最好，因为它需要很高的汽化热量，但它却容易从抑制器里泄漏或蒸发掉。油脂比较髒且效果不如水，可不定量地存留于抑制器内而不损失效果。油的效果最差、同时也是最不爱受到选择的，因为它会像油脂一样吸附尘土杂质变得脏兮兮、还会在每次射击后在枪口周围弄出一圈细细的冷凝雾。

### 高级型号
除了试图在开始时包容并缓释与枪口震波相关的压力或通过使用冷却介质减低压力，高级的抑制器还会考虑并处理由枪口震波引起的声波的特性。这些设计中使用了所知的频率移位和相位消除（或相消干涉）原理来使抑制效果更安静。这类办法通过将气流分散并使它们互相碰撞来实现所述的效果。
频率移位的原理是将可听见的声波的频率移位到超声波段（高于20kHz的频段），这样就超出了人耳可听到的范围。相位消除现象则发生在当频率接近的声波以180°的相位差相遇时，其相疊加后振幅会被消除，因而消除掉被人类感知为声音的压力变化。然而，由于枪口爆声产生的是宽带噪声而非纯音，很难完全实现相位消除，尽管认为相消干涉无论程度大小总是有益的。
利用其中任一种原理的效果来突出抑制器的表现都需要注意在抑制器的设计中结合枪口爆声的特殊特性。例如，声波的速度是一个主要因素。因此用于不同的弹药或使用不同长度的枪管时，这种抑制器的设计可能需要进行很大的改变，所以，为获得最大的抑制效果，抑制器须与特定的弹药及枪管长度的组合相“调谐”。这可通过使用固定式的阻体设计、亦可用可调式阻体设计来实现。
尽管这些设计概念都已成功使用，但很少应用于在常见的抑制器设计中。

### 自制的抑制器
很多人以为，任何有阻滞作用的材料都可临时用来充作抑制器。
这类尝试只能算勉强有效，它们即便有效其寿命也很短暂，而且常常对使用者造成危险。在抑制器被管制的地区，不管是否真能消减武器的声音，这类临时凑合的抑制器通常也属非法。在美国的某些地区（加利福尼亚），甚至连用于气枪或在模拟实战游戏中使用的漆彈槍的抑制器，尽管它们完全提供不了用于枪械的功能性，也被作为可能被改装为枪械抑制器的物品而受到相同的限制。在美国的大多数州，可以买到用于复制品收藏的无实际功能的或是模型的抑制器，而且一般这是合法的。
因电影和电视而普及的绝大多数的自制抑制器（装了隔离物的塑料瓶、土豆等）实际上几乎或根本无法抑制枪枝的爆声。枕头可以算是有点效果的抑制器，但只在使用低动能手枪弹、且是近距离直射（即枕头要直接接触到目标）时才有效，此外，枕头只能使用一次，而且其填充物會弄得到處都是，很不方便。
但是也有民间人士根据自己掌握的技能利用CAD设计并使用CNC加工自行设计的消音器，在某些军事类、狩猎类网站上进行展示和讨论。某些种类设计与效果与军警用消声器不相上下。值得注意的是，私自制作消音器在美国是违法行为。

## 与抑制器配合的弹药

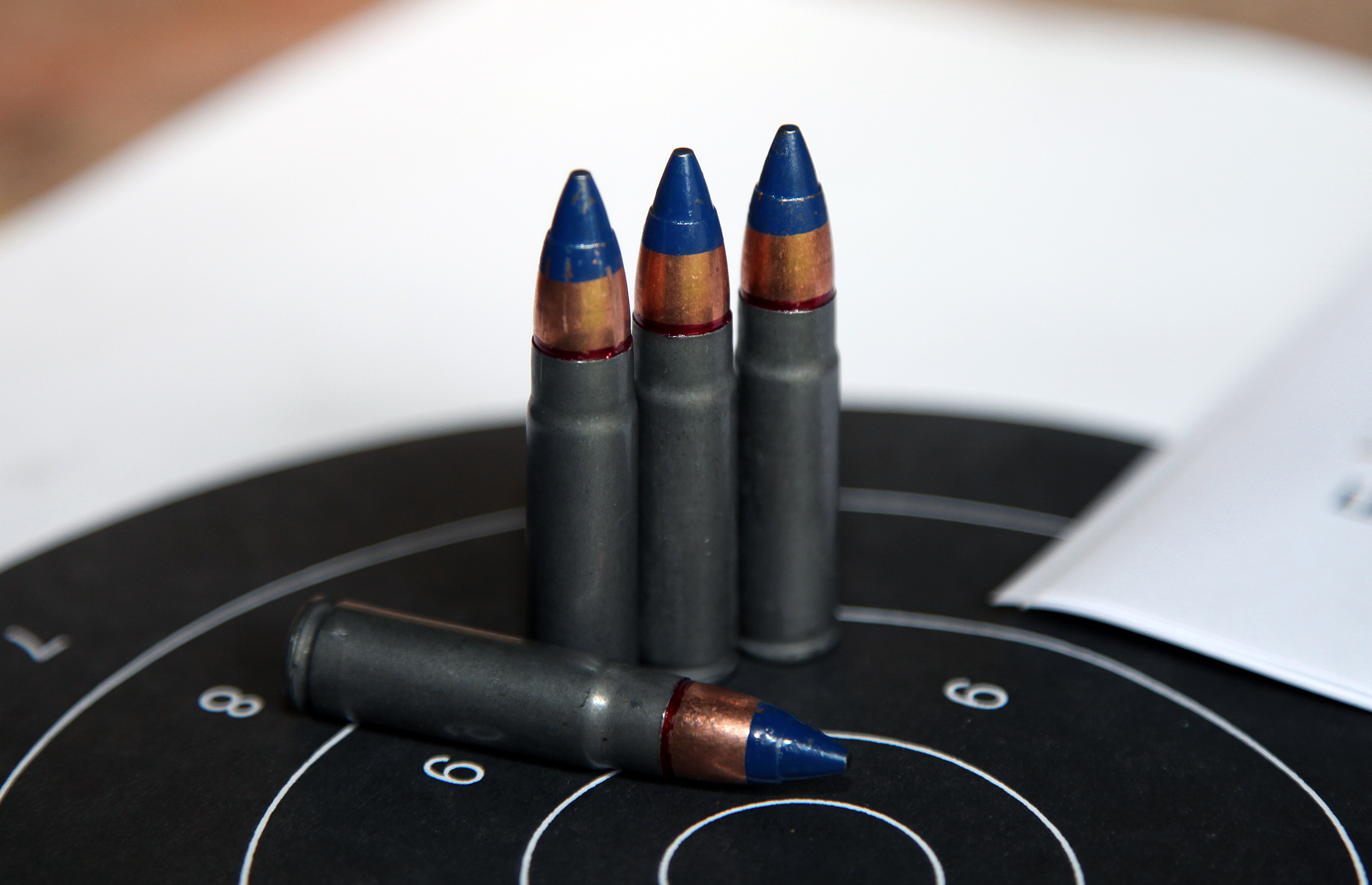
亞音速9×39mm SP-6型穿甲步槍彈

在弹头速度没有超过音速时抑制器会有最好的效果。在海平面高度上，环境温度为21°C（70°F）、正常大气压的条件下，音速大约为每秒340米（1100英尺）。如果弹头打破声障就会形成音爆。在高于音速时，速度上进一步的增加并不会显著地增大飞行的噪声。一定程度上可以通过使用较小口径的射体来减小超音速飞行的噪声。以接近音速运动的弹头称为跨音速的，意味着弹头所在表面上的气流，因其尖端运动速度超过弹头本身，而可超过音速。在到达跨音速状态前，能逐步地排开空气的尖弹头可比圆弹头更接近音速。
目前已经开发出了专门为在使用抑制器时获得最大能量的专用弹药。这类弹药采用非常重的弹头，以补偿为因限制弹头以亚音速运动而在速度上对动能造成的损失。此类弹药的一个范例是.300 Whisper弹，其由一个上缩的.221 Fireball弹壳构成。亚音速.300 Whisper弹可以每秒298米（980英尺）的速度发射重达16.2克（美制250格令）的.30口径弹头，其枪口动能约为722焦耳（533英尺·磅）。这在接近.45 ACP手枪弹可达到的能量的同时，由于更小的直径和流线型的形状，这种加重的.30口径弹头可提供远好于.45 ACP的外部弹道表现，充分地提高了射程。另一種極為相似的彈藥為300 AAC Blackout (7.62×35mm)。
另一種更早出現採用類似原理的彈藥為前蘇聯/俄羅斯研發的9×39mm亞音速步槍彈，具有穿甲彈和狙擊彈等型號，其特性包括高亞音速彈道係數、高彈道終端能量、高截面密度比、以及適中的後座力等，這些特性讓9×39mm非常適合室內近身作戰用途，並被俄羅斯以及其鄰近國家的多國特種部隊所採用。

## 与抑制器配合的枪械
枪枝的种类也影响抑制器的效果。“渗泄”最小的枪枝效果最好，所以枪膛密封（如栓式）的结构是最宜采用的方式，对这类枪的抑制效果能做到使射击时发出的最响的声音是击针或击锤落下时发出的“嗒”声。大多数自动装填的枪械还会在在连射时产生大量噪音，并从后部渗泄出高速气体。左轮手枪因为存在转轮和枪管之间的间隙，不能做到静音。不过还是有个别例外：納甘M1895使用的是一种特殊的转轮，能在射擊时前移而紧贴枪管，这使它能适合使用抑制器。
尽管半自动手枪看上去可以和抑制器配合，但这并非简单到把抑制器拧到枪管上就够。大多数大口径半自动手枪，如使用9毫米鲁格弹或更大口径的，采用的是一种短反冲的动作方式。短反冲系统中，在套筒从枪管解锁并打开枪膛之前，滑套和枪管会一起反冲一个短程的距离。此方式确保在膛压降至安全程度前枪膛是密封的。这一来，在反冲运动的部分的质量上增加一个抑制器的质量就意味着加装抑制器会显著地改变枪的动作；多数情况这会造成滑套根本无法解锁，效果就是把半自动手枪变成了单发武器。这种结果倒也并非总是不受欢迎的，因为连发动作产生的声音通常比抑制后的枪声响亮，所以不能使用连发倒是连这个声音也去掉了。几乎所有短反冲设计都是基于約翰·白朗寧设计的倾斜式枪管闭锁结构，如用于M1911的那样。该结构采用一个有倾角的枪管，这意味抑制器除了会增加质量还会加大转动惯量，这会抵消很多使枪管上翘的力。一些称为反冲加强器或“尼尔森装置”的特殊结构被用来削弱抑制器的质量对枪管的影响。这类装置里包括一个装在抑制器后部的滑动阻体，它能在弹药燃气的压力下后退而强迫枪管后退，而使短反冲机制实现解锁。加装反冲加强器增加了抑制器的复杂程度和成本，但同样也增加了效率。
由于为短动设计方案提供抑制存在很多困难，抑制器最容易用于小口径手枪。.380 ACP和.22 LR通常都是在枪管固定的枪械设计中以後座作用（blowback，译注：膛式后座中气体直接将枪膛后推，而在枪管可滑动的反冲设计中，气体是将枪管后推）方式运作的，这类设计比较容易进行抑制。最常见的是对.22 LR弹的半自动手枪和步枪进行抑制，以便可以不使用听觉保护装置进行射击。.22 LR型的亚音速弹药很容易获得，即使是使用超音速弹药射击的爆炸声也并非很令人不适的。.22 LR的填药量很小，这使抑制器也可以设计得较小；不少品种，像能找到的用于魯格10/22步槍的那些，体积都不比一个加重枪管更大。

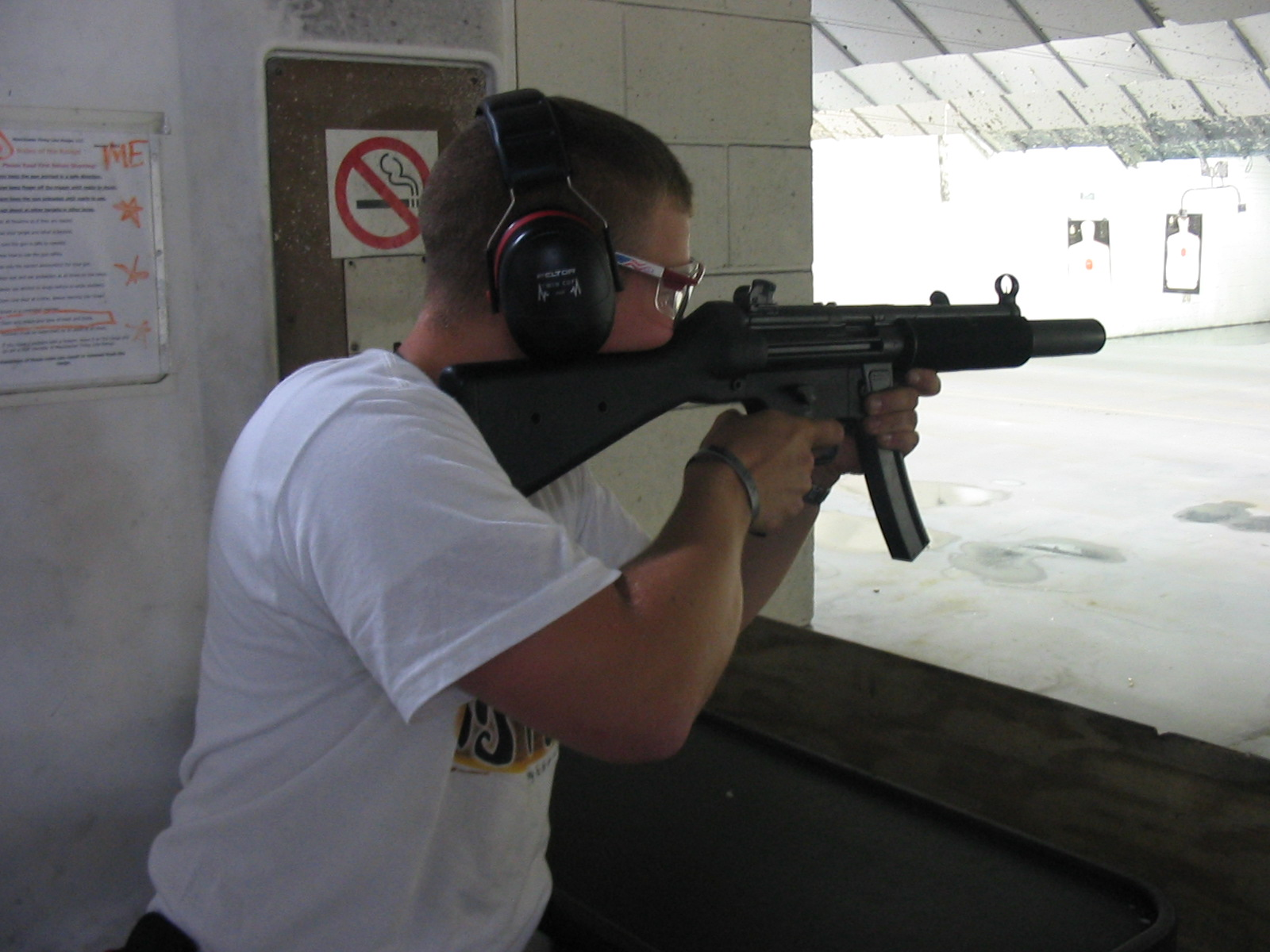
用带有整体抑制器的MP5SD5射击

特殊设计的带有整体式抑制器的枪械（如威爾羅德消聲手槍或德利爾卡賓槍）可提供最佳的综合效果，因为可将抑制器完全收缩起来以减少枪的总长度，且可以选择口径以获得使用抑制器的最佳表现。.45 ACP是一种很好的选择，因为标准的15克（美制230格令）的填药能同时满足威力和亚音速的要求。还可找到为使用抑制器而设计的特殊的弹药。.300 Whisper可能是其中最常见的品种（见上文）。

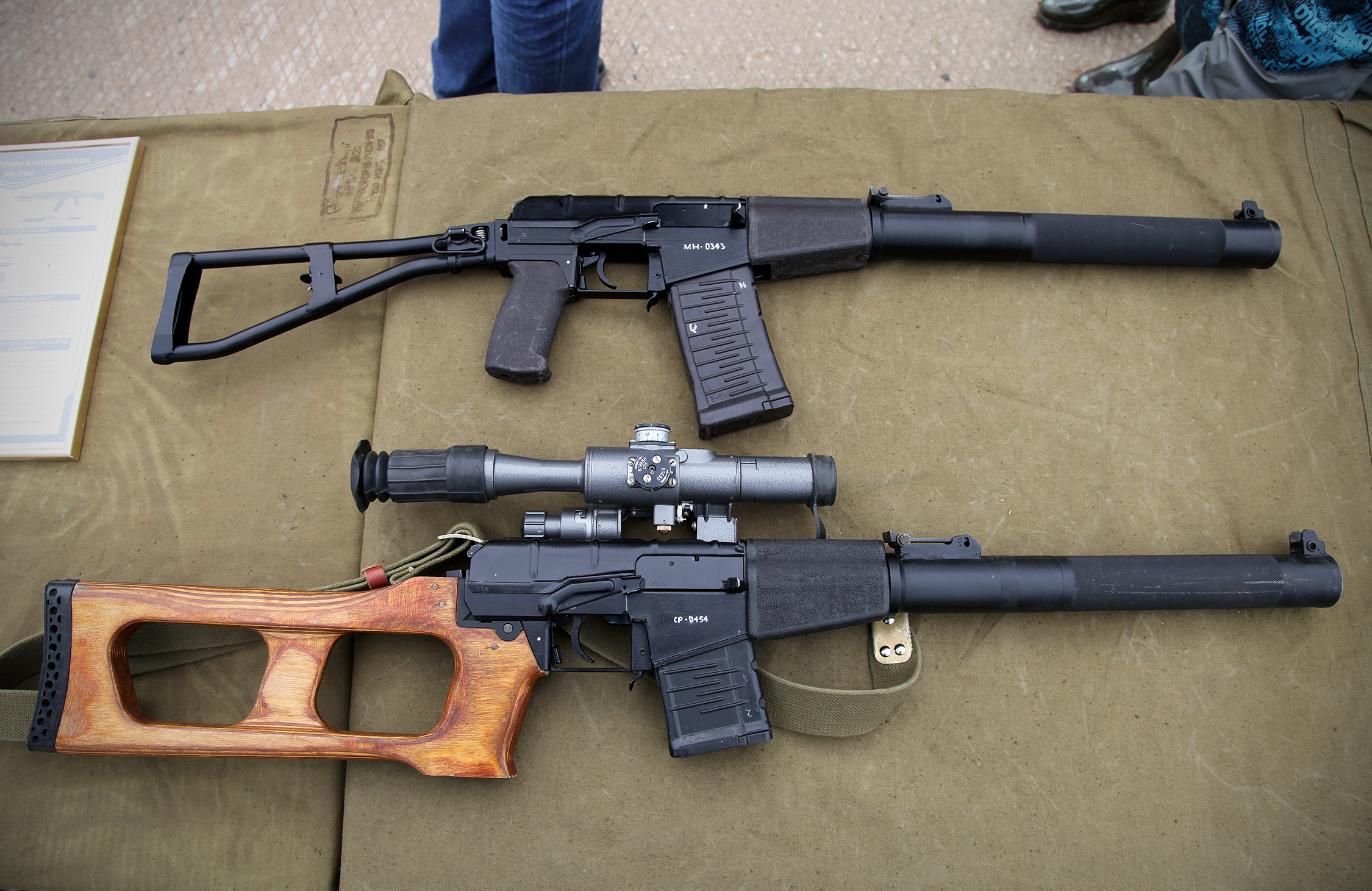
前蘇聯/俄羅斯研發带有整合式抑制器槍管的AS Val微聲自動步槍以及VSS Vintorez狙擊步槍（由上至下）

前蘇聯/俄羅斯也針對9×39毫米亞音速步槍彈開發了一系列的槍械，其中部分具有整合式抑制器槍管設計包括VSS Vintorez狙擊步槍、AS Val微聲自動步槍、SR-3旋风突击步枪、以及VSK-94狙擊步槍等。
虽然配合亚音速弹药使用抑制器的效果最好，抑制器仍可有效地用于超音速弹药。尽管超音速弹头产生的迫空爆声是不可避免的，但抑制器仍可减少枪口爆声，并增加通过枪口爆声位置来定位射击源的难度。抑制器效果最明显的方向是射手的两侧和后方，因此狙击手可能会很有效地利用抑制器。目标区域以外的观察员听到的射击声音最小，而飞来的弹头的迫空爆声会增加从目标区域进行定位的难度。

## 不使用抑制器的微声武器
毫无疑问，抑制器是有体积有重量的。对于携带和隐藏来说是负面影响。冷战时期苏联/俄斯曾经研究过一系列不使用抑制器就能使武器部分消声的方法（使用活塞或液体作为媒介来传导火药能量同时封闭火药燃气）并制造出一系列武器：
S4M双管手枪：采用7.62x63 PZ / PZA / PZAM弹药。这类弹药具有很厚的弹壳和一个活塞，击发后活塞推动弹头前进同时卡在弹壳口部阻止火药燃气溢出以达到消声效果。使用M43弹头以伪装成使用普通M43弹的消声武器（便于特工行动）。
7.62×42 mm SP-4枪弹：这种枪弹原理同PZ系列弹药，不过有很大改进：弹头以埋头的形式装入弹壳，活塞改为薄片状且在射击后不再突出弹壳之外。由于设计上的改进使得这种枪弹能被更方便地用于更多武器：已知的有PSS消音手槍，OTs-38消声转轮手枪和NRS-2刀子手枪。
由于没有抑制器，这些武器的体积都非常細小。再加上几乎完全消除了火药燃气的溢出，它们的发射声响都非常低（基本上都低于使用抑制器的常规武器）。但是代价也很明显：较低的威力、单一的用途（结构迥异，所以不可能使用常规弹药），同时抛出的弹壳由于封装有高温高压的火药燃气，其温度非常高。由于以上种种限制，这类武器仅被少量使用於特种行动。

### 制造商
- SAI - Small Arms Industries - 丹麦产声音抑制器 （页面存档备份，存于）
- HAUSKEN LYDDEMPER - 挪威产抑制器 （页面存档备份，存于）
- SWR抑制器
- AWC Systems Technology （页面存档备份，存于）
- Gemtech
- Advanced Armament Corp （页面存档备份，存于）
- OpsInc Seeberger抑制器 （页面存档备份，存于）
  - Seeberger的视频 （页面存档备份，存于）
- SureFire